# Doalcey Bueno de Camargo
Doalcei Benedito Bueno de Camargo (Itápolis, São Paulo, 18 de março de 1930 – Rio de Janeiro, 29 de agosto de 2009) foi um locutor esportivo e radialista brasileiro.

## Biografia
Doalcei ganhou notoriedade nas grandes emissoras do Rio de Janeiro como Globo, Tupi, Nacional, Continental, Tamoio e Guanabara. Desde 1965 estava na Super Rádio Tupi, onde acumulou o cargo de diretor do departamento de esportes. Ultimamente não narrava mais, apenas participava do programa Bola em Jogo aos domingos, com apresentação de Luiz Ribeiro.
Ele, que era torcedor confesso do America-RJ, iniciou sua carreira na Rádio Clube de Marília, interior de São Paulo. No final da década de 1940, a convite do irmão Wolner Camargo, foi para o Rio de Janeiro, onde se deslanchou profissionalmente.
Narrou grandes clássicos dos clubes cariocas, Copas do Mundo, além de ter criado a figura do comentarista de arbitragem. Por sinal, o primeiro que esteve ao seu lado na cabine de rádio foi o saudoso Mário Vianna. Outro comentarista que trabalhou ao lado de Doalcei foi Benjamim Wright, pai do ex-árbitro José Roberto Wright.
Vários grandes locutores trabalharam ao lado de Doalcei, entre eles: Waldir Amaral, José Almirio, Júlio César Santana, Sérgio Moraes, Paulo César Tenius (já falecidos), José Carlos Araújo, Edson Mauro, César Rizzo, Garcia Júnior, Jota Santiago, entre outros.
Faleceu na madrugada do dia 29 de agosto de 2009, aos 79 anos, vítima de um infarto fulminante, no bairro carioca de Laranjeiras.  